# Municipio de Clyde (condado de St. Clair)
El municipio de Clyde (en inglés: Clyde Township) es un municipio ubicado en el condado de St. Clair en el estado estadounidense de Míchigan. En el año 2010 tenía una población de 5579 habitantes y una densidad poblacional de 59,86 personas por km².

## Geografía
El municipio de Clyde se encuentra ubicado en las coordenadas 43°2′30″N 82°34′13″O / 43.04167, -82.57028. Según la Oficina del Censo de los Estados Unidos, el municipio tiene una superficie total de 93.2 km², de la cual 92,35 km² corresponden a tierra firme y (0,92 %) 0,85 km² es agua.

## Demografía
Según el censo de 2010, había 5579 personas residiendo en el municipio de Clyde. La densidad de población era de 59,86 hab./km². De los 5579 habitantes, el municipio de Clyde estaba compuesto por el 97,24 % blancos, el 0,59 % eran afroamericanos, el 0,34 % eran amerindios, el 0,16 % eran asiáticos, el 0,57 % eran de otras razas y el 1,09 % eran de una mezcla de razas. Del total de la población el 2,22 % eran hispanos o latinos de cualquier raza.